# Dynes Pedersen
Dynes Sneptrup Pedersen (-Sneftrup) (Sunds, 1893. május 26. – Koppenhága, 1960. december 28.) olimpiai ezüstérmes dán tornász.
Az 1920. évi nyári olimpiai játékokon indult tornában és a svéd rendszerű csapat összetettben ezüstérmes lett.
Klubcsapata a DDS&G's Hold volt.